# West Swanzey (New Hampshire)
West Swanzey is een plaats (census-designated place) in de Amerikaanse staat New Hampshire, en valt bestuurlijk gezien onder Cheshire County.

## Demografie
Bij de volkstelling in 2000 werd het aantal inwoners vastgesteld op 1118.

## Geografie
Volgens het United States Census Bureau beslaat de plaats een oppervlakte van 6,6 km², geheel bestaande uit land.

## Plaatsen in de nabije omgeving
De onderstaande figuur toont nabijgelegen plaatsen in een straal van 24 km rond West Swanzey.